# Antoine Mattei (1832-1894)
Pour l’article homonyme, voir Antoine Mattei.
Antoine Mattei, dit le commandant Mattei, né le 9 novembre 1832 à Vico en Corse et mort le 8 avril 1894 à Paris, est un officier, et explorateur français au Bas-Niger en Afrique de l'Ouest au XIXe siècle.

## Biographie
Fils de Paul-Baptiste et de Benoite Mattei, il épouse Marie-Léopoldine Léïbold le 3 avril 1864.

## Carrière militaire

### Algérie et campagne d'Italie
Entré dans l'armée comme simple soldat en 1849 au 21e régiment d'infanterie légère.
Il est de 1851 à 1853 à Rome. Il passe en 1853 au bataillon de tirailleurs indigène de Constantine, il est blessé en 1854 dans un combat contre les Kabyles de Beni-Djer. Sergent-major en 1856, il est blessé à la bataille de Magenta pendant la campagne d'Italie en 1859, lieutenant en 1865 au 3e régiment de tirailleurs algériens.

### Guerre Franco-Prussienne
Il est capitaine au régiment de voltigeurs de la garde impériale de 1868 à 1870, pendant la guerre franco-allemande de 1870, il est de nouveau blessé à la bataille de Gravelotte. Il est fait prisonnier en octobre 1870 jusqu'au 9 avril 1871.
Capitaine au 124e regiment d'infanterie de ligne en 1872, puis chef de bataillon au 87e régiment d'infanterie de ligne en 1883, il prend sa retraite en 1884.
Nommé lieutenant-colonel dans l'infanterie de l'armée territoriale, service des chemins de fer et des étapes, le 16 mai 1886.

## La Compagnie française de l'Afrique équatoriale

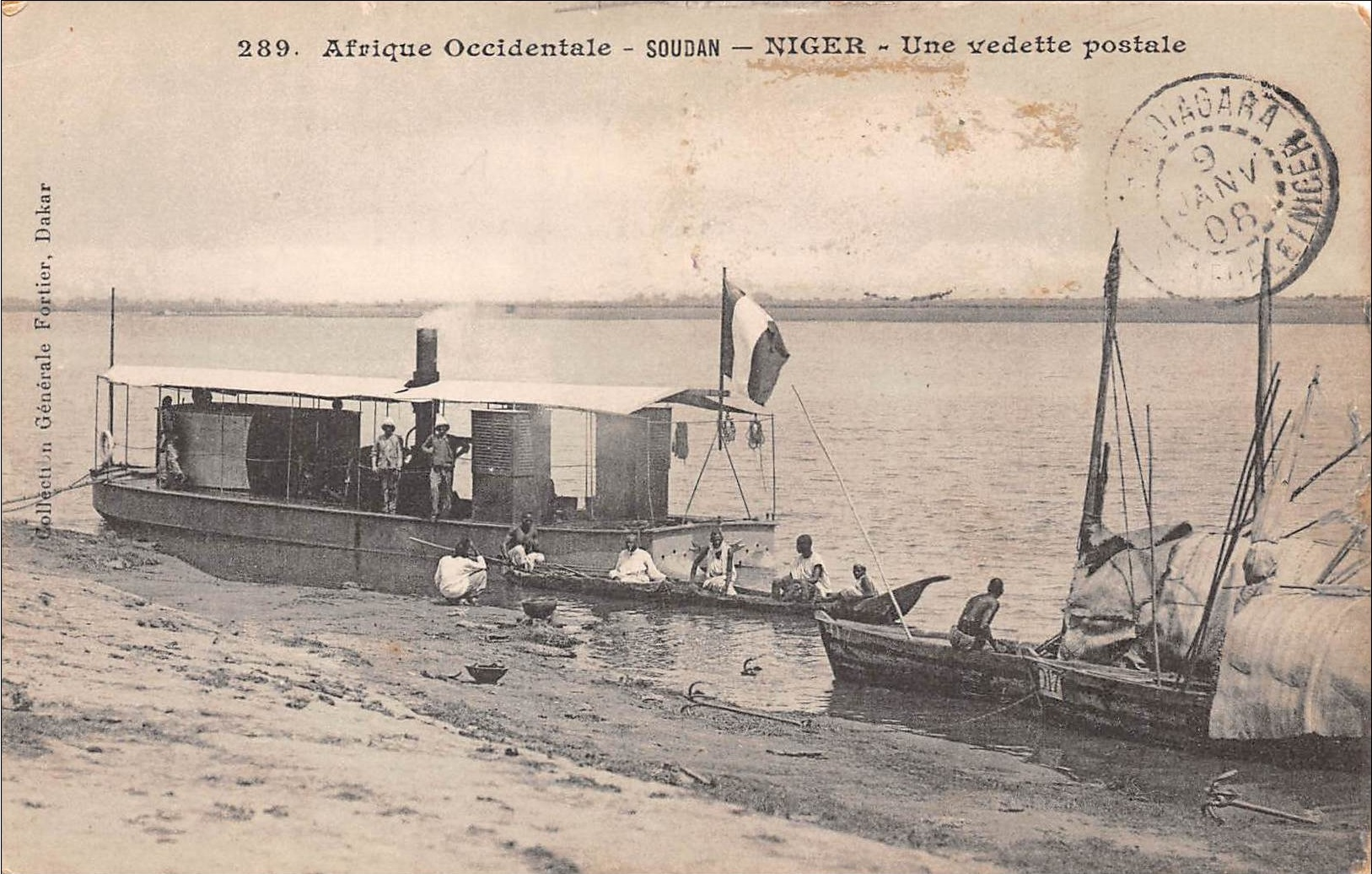
Vedette postale française sur le fleuve Niger en 1908

Après l'expédition de Semellé et Viard en 1880, et à la suite du décès du comte de Semellé, Antoine Mattei fut chargé pendant quatre ans d'une mission spéciale au Bas-Niger pour « aller disputer aux Anglais, par les armes commerciales la neutralité des bouches du Niger et de les empêcher de s'emparer de toutes les vastes contrées du centre africain », recruté par le commandant Quinemaut, et avec le patronage de Léon Gambetta, il reçoit du ministre de la Guerre un congé de 6 mois.

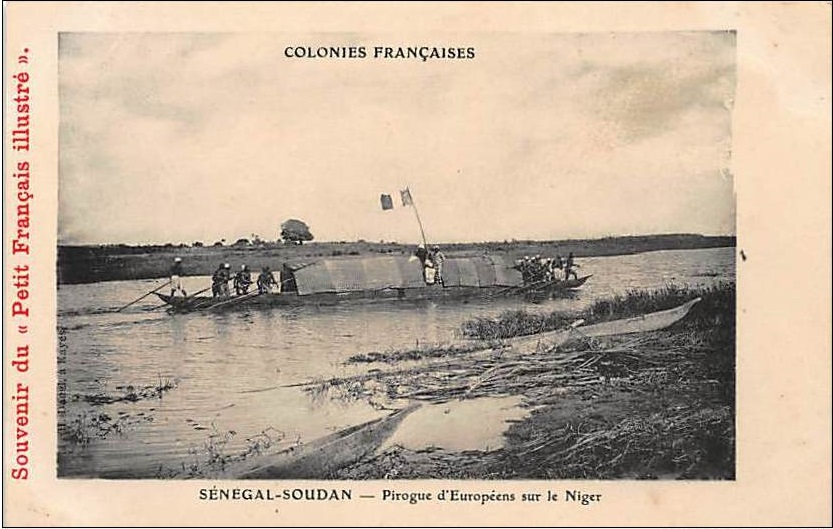
Pirogues d'Européens sur le Niger vers 1900

Mattei devient l'agent général de la Compagnie française de l'Afrique équatoriale, agent consulaire de France à Brass, et représentant officiel de la France pour traiter avec les tribus indigènes au Bas-Niger (Nigeria). Le 26 février 1881, il embarque à Liverpool sur le navire Gabon à destination de Brass.
De 1881 à 1885, il crée plus de vingt comptoirs coloniaux sur le Niger et la rivière Bénoué et constitue en 1883 une flottille de 6 bâtiments pour relier les différents centres commerciaux français ; le Noupé, le Niger, le Moleki, la Française, le Rapide, et le Challand.
Après l'échec de l'implantation française au Bas-Niger et la conférence de Berlin en 1885, il est de retour en France, et en 1890 il est commissaire du gouvernement près du conseil de guerre de Grenoble.

## Anecdote
C'est sur la modèle de certains vaporisateurs à odeurs qui revêtent des formes de révolver, que le commandant Mattei a construit son fusil à vitriol. Il avait surtout deux difficultés à vaincre : le choix d'un métal inoxydable, et le vent qui, de face, aurait pu rejeter sur le tireur, et non projeter sur l'adversaire le liquide corrosif.
Pour résoudre ce double problème, il a choisi le nickel comme métal, et il a remplacé le canon de l'arme par un tube à coulisse qui pourra se développer de quatre à cinq mètres.
Une arme diabolique qui, sans aucun doute, ne fut jamais utilisé dans l'armée française !
(*) Acide sulfurique.

## Décorations
- Médaille militaire, le 29 juillet 1854.
- Médaille d'Italie.
- Chevalier de l'ordre national de la Légion d'honneur, le 17 juin 1859.
- Officier de l'ordre national de la Légion d'honneur, le 5 juillet 1887.